# Кума (басейн на Иртиш)
Вижте пояснителната страница за други значения на Кума.
Кума е река в азиатската част на Русия, Западен Сибир, Ханти-Мансийски автономен окръг, Тюменска област, десен приток на река Конда от басейна на Иртиш.
Дължината ѝ е 530 km, което ѝ отрежда 183-то място по дължина сред реките на Русия.
Река Кума води началото си Куминското блато на 85 m н.в., в югозападната част на Ханти-Мансийския автономен окръг, Тюменска област, в близост до границата със Свердловска област. По цялото си протежение реката тече на юг през силно заблатената и залесена западна част на Западносибирската равнина в горното течение на изток, в средното на север, североизток и северозапад и в долното – на север. Има голяма и широка заливна тераса, ниска, заблатена, с множество малки езера и покрита с гъста тайга, а руслото на Кума е силно меандриращо, слабо врязано в релефа. Влива се отдясно в река Конда (от басейна на Иртиш) при нейния 394 km, на 32 m н.в., в близост до бившето село Нови Катиш, Ханти-Мансийски автономен окръг.
Водосборният басейн на Кума обхваща площ от 7750 km2, което представлява 10,65% от водосборния басейн на река Конда и обхваща части от Ханти-Мансийския автономен окръг.
Границите на водосборния басейн на реката са следните:
- на север – водосборните басейни на малки десни притоци на Конда;
- на югоизток – водосборните басейни на реките Алимка и Носка, леви притоци на Иртиш;
- на запад – водосборния басейн на река Тавда, ляв приток на Тобол.

Река Кума получава 12 притока с дължина над 20 km, като най-голям от тях е река Лаут (ляв приток) 106 km и площ на басейна 1020 km2.
Подхранването на Кума е смесено, като преобладава снежното. Пълноводието на реката е разтеглено от април до октомври, поради наличието на стотиците малки езера и блата, разположени във водосборния ѝ басейн, които регулират оттока ѝ. Среден годишен отток при посьолок Кумински, на 444 km от устието 4,88 m3. Замръзва през октомври, а се размразява през май.
Средномесечен многогодишен отток на река Кума (в m3) при сгт Куминский (на 444 km от устието) за периода от 1971 по 1979 г.:
По течението на реката има само едно постоянно населено място – посьолок Кумински.